# 斉藤夕香利
斉藤 夕香利（さいとう ゆかり、1986年3月22日 - ）は、日本の女性ファッションモデル（読者モデル）。大阪府出身。所属事務所はクレメンテ。

## 略歴
- 『HONEY girl』専属モデルを経て、『BLENDA』専属モデルを務める。なお、『Honey girl』専属時は「斉藤 ゆかり」名義で活躍。
- 2012年6月17日、自身のブログで前年10月29日に入籍したことを明かした[3]。2013年7月12日、第一子となる男児を出産[1]。

## 人物
- 三姉妹の次女[4]。
- 趣味は野球観戦とヨガ。

## 出演

### イメージモデル
- supreme.La.La.（アパレル）:2010年1月～6月
- おっきくなぁれ(ゼリー飲料)：2010年7月～
- HeelsLip(腕時計)：2010年7月～
- パルガントン化粧品：2011年4月～
- BrilliantArrow（ジュエリー）

### 広告
- ファンキーホイップ　カラコン
- k-twoネイルschool

### 雑誌
- HONEY girl（英知出版）：過去に所属していた雑誌
- BLENDA（角川春樹事務所）
- ViVi（講談社）

### ショー
- 神戸コレクション2010 S/S東京公演・神戸公演
- OSAKA LOVE HAIR COLLECTION 2008
- FUKUOKA LOVE&COLLCTION
- HIROSHIMA SWEET HAIR COLLECTION
- LUXURYCARNIVAL
- COOLAファッションショー2008
- STAR☆COLLECTION
- Star Raggio Night with CARE
- GBSTRUT×OPA GIRLSFOREVER

### TV
- ベリータ（MBS）

### CM
- Kiraria
- Jupiter&Juno
- DJ KAORI’S JMIX IV